# A macska anatómiája

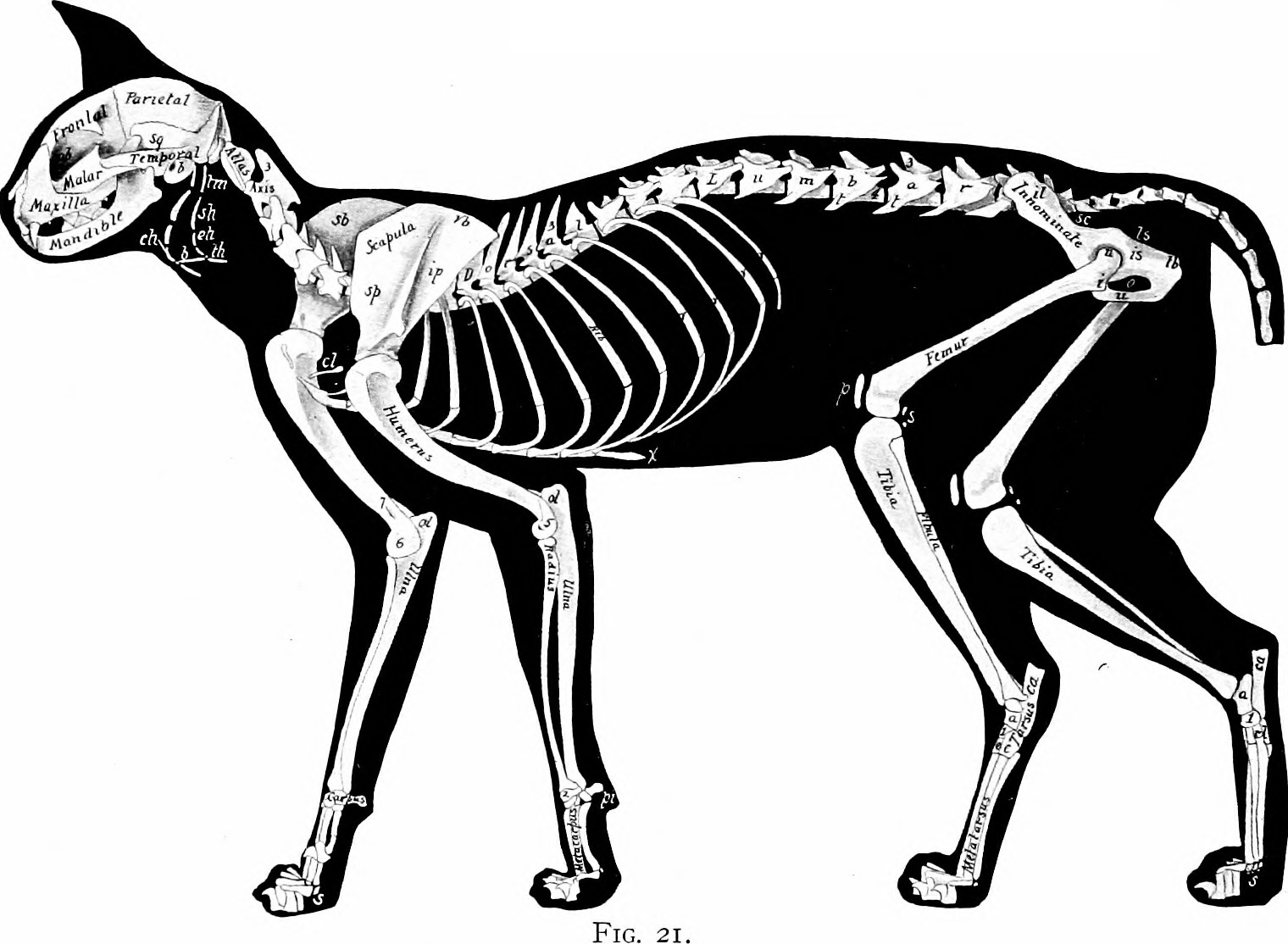

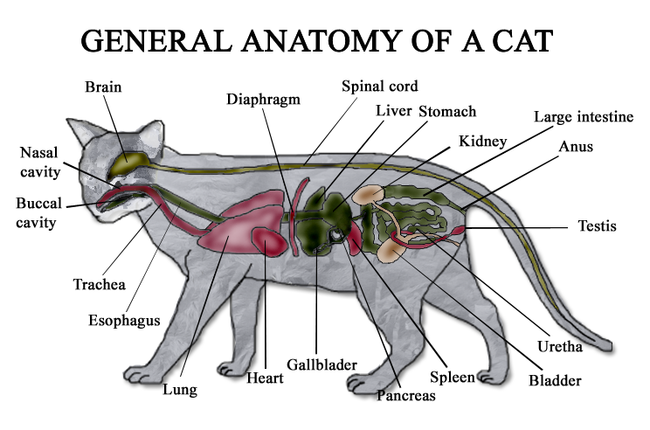

A macska anatómiája avagy testszerkezeti tulajdonságainak összessége nagyban emlékeztet ősére, az afrikai vadmacskára, teste azonban kisebb, farka rövidebb, szőrzetének színezete nagyobb változatosságot mutat.
A macskák sportos alkatúak, testük gyors, intenzív tevékenységre alkalmas, így ideális a ragadozó életmódhoz. Jó futók, rövidtávon képesek elérni az akár 50 km/h-s sebességet is. Ízületeik hajlékonyak, hosszú lábukkal, rugalmas és erős izmaikkal remekül ugranak, képesek függőlegesen felfelé a kerítésekre vagy falakra akár két méter magasságba is felugrani álló helyzetből. Emellett igen jó az egyensúlyérzékük (egyensúlyuk megtartását hosszú, hajlékony farkuk is segíti), reflexeik gyorsak.

## Fizikai tulajdonságok

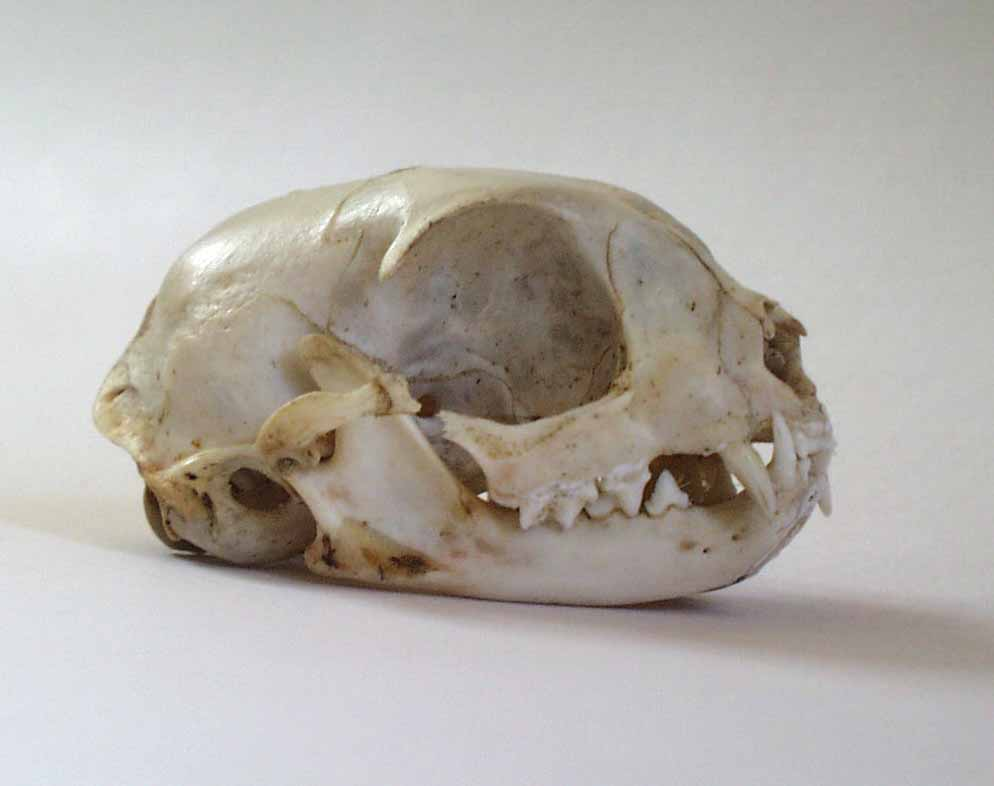
A macska koponyája

A felnőtt hímek (kandúrok) testhossza (a fejet is beleszámítva) körülbelül 52,2 centiméter, farkuk hossza 25-30 centiméter, marmagasságuk pedig 30-35 centiméter, míg a nőstények átlagos testhossza (fejjel együtt) mintegy 47,8 centiméter, melyhez 25,2 centiméteres farok tartozik, míg marmagasságuk körülbelül 30 centiméter. A National Geographic Society (1981) szerint a legtöbb ismert fajta hossza átlagosan 46 centiméter, farokhosszuk pedig 30 centiméter. Testtömegük általában 2,5 és 7 kilogramm között mozog (a hímeké átlagosan 4,5, a nőstényeké 3,3 kilogramm), habár néhány fajta, mint például a Maine Coon, meghaladhatja a 11,3 kilogrammot is. Néhányuk súlya a túltáplálás következtében akár a 23 kilogrammot is elérheti. Nagyon kicsi (kevesebb, mint 1,8 kilogramm tömegű) példányok is ismertek.
A macskáknak 230 darab csontjuk van (míg az emberi csontváz 206 csontból áll). Koponyájuk rövid és robusztus felépítésű. Szemnyílásukat nem veszi körül teljesen a csont, a hátulsó részt mindössze egy kötőszövet zárja le. Erős állkapocsizmaiknak és fejlett fogazatuknak köszönhetően képesek egyetlen harapással is végezni az áldozatukkal. Összesen harminc darab foguk van (16 felül és 14 alul): 12 metszőfog, 10 előzápfog, 4 hegyes szemfog és 4 zápfog, melyek 4-6 hónapos korban váltják fel a négy hetes korra kifejlődő tejfogakat. A száj mindkét oldalán az előzápfog és a zápfog egy-egy metszőfog-párt alkot, amely ollóhoz hasonlóan vágja a húst. Bár a kutyák is rendelkeznek hasonló fogakkal, a macskaféléké fejlettebb. A hátgerincük 7 nyaki, 13 mellkasi, 7 ágyéki, 3 kereszt és 20-23 farokcsigolyából áll. A házi macskák azon kevés négylábú állat közé tartoznak, melyeknek nincs csontvázhoz rögzülő kulcscsontja. Ez lehetővé teszi, hogy a fejükkel megegyező méretű nyílásokon is átférjenek.
Bőrük eléggé rugalmas; lehetővé teszi az állat számára, hogy szembeforduljon egy másik ragadozóval vagy egy másik macskával, még akkor is, ha a bőrénél fogva ragadják meg. Ez a tulajdonság orvosi beavatkozásoknál is előnyös, ugyanis leegyszerűsíti az injekciók beadását. A vesebetegségben szenvedő macskák életét akár évekkel is meghosszabbíthatja a bőrük alá beadott nagy mennyiségű injekció, amely a dialízishez hasonlóan működik. A nyak hátsó részén levő merev bőrt, az úgynevezett tarkóbőrt megragadva az anyamacska képes utódai szállítására. A vele született reflex révén a tarkóbőrénél megragadott macskakölyök elcsendesedik és mozdulatlanná dermed – ez a reakció általában felnőttkorban is megmarad, így szükség esetén az engedetlen állat a tarkóbőrénél megfogva szállítható. Mivel a felnőtt állat súlya lényegesen nagyobb egy kölyökénél, az ilyen módszerrel való szállításkor az állatot a hónaljánál is meg kell emelni, csökkentve a bőrére jutó terhelést. Egyes vélemények szerint azonban ez a szállítási mód egyáltalán nem javasolt a felnőtt állatok esetében.

### Fülek
A fülek mozgatását hatvankét különböző izom végzi, ezek segítségével a macska egyenként is képes a fülkagylóit a megvizsgálandó hang irányára koncentrálva fordítani (nagyjából 180°-os szögben,) a fejmozgató izmaitól függetlenül. A legtöbb macska füle alaphelyzetben előrefelé mered. Táplálkozás közben hátrafelé fordul, zsákmányejtés, veszélyhelyzet, úszás illetve verekedés közben pedig védelmi célból a fejére is simul. A fülek védelme ugyanakkor nem tökéletes, az egymással harcoló kandúrok füle gyakran cakkos az elszenvedett sérülések miatt. A fehér szőrű és bőrű macskák füle erős napsugárzás esetén leéghet. A kutyákéhoz hasonlóan lógó fülű fajták nagyon ritkák. (A kivételek egyike a mutáns skót lógófülű).

### Lábak

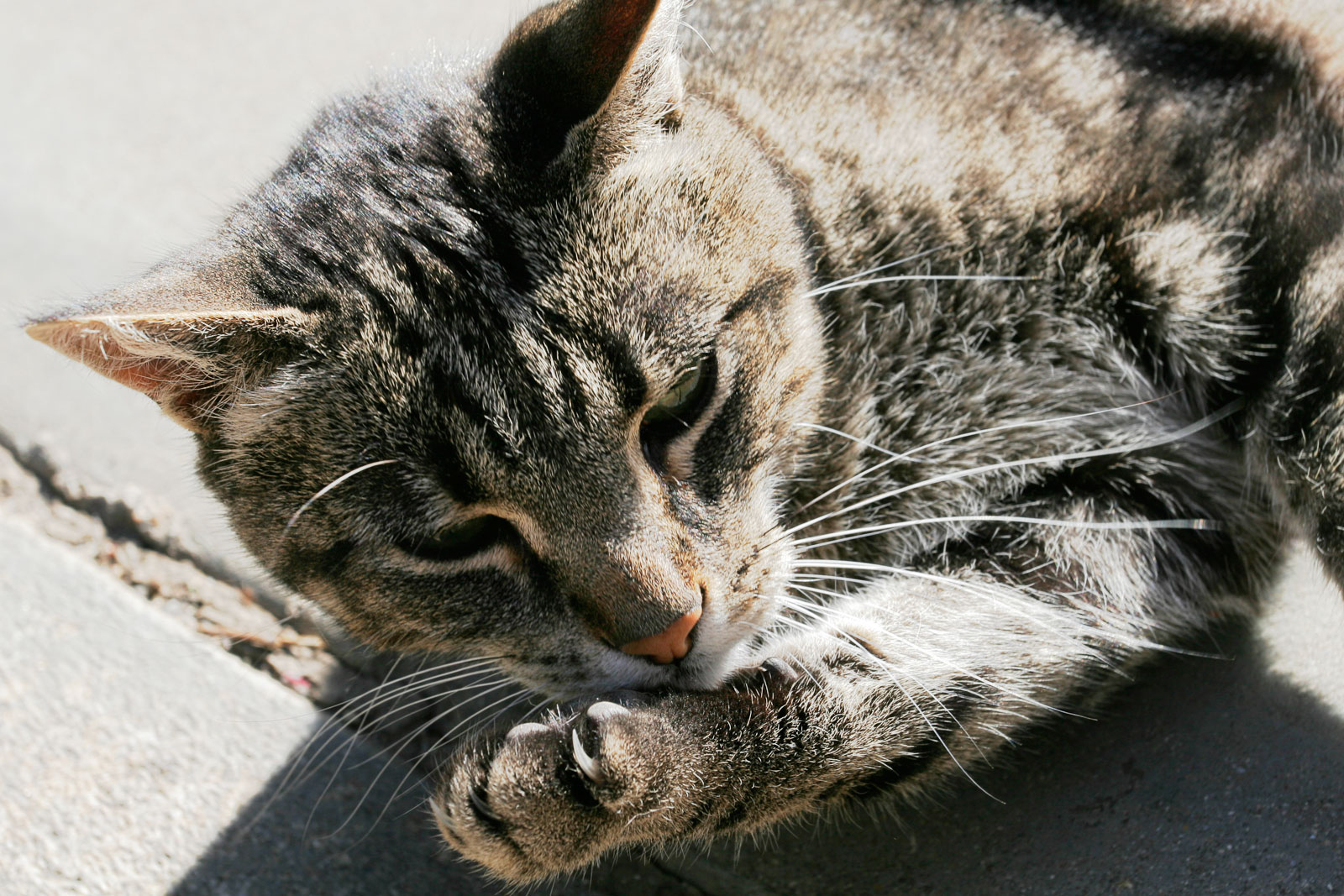
Egy macska, amint tisztítja magát

A macskák a kutyákhoz hasonlóan a lábujjaikon járnak (az emberrel vagy a medvével ellentétben, amely inkább a talpát használja), csontjaik a láb alsó részét feljebb emelik. A macskák járása nagyon kifinomult, hátsó lábukat pontosan a mellső lábuk nyomába helyezik el, csökkentve ezzel a zajt és a látható nyomok számát. Ez előnyt jelent a durva talajon való haladásnál is, mert csak elülső lábaik számára kell megfelelő helyet találniuk.
A kutyáktól és más emlősöktől eltérően a macskák előbb az egyik oldalukon lépnek mindkét lábukkal, majd ezt követően lépnek a többivel, ahogyan a tevék és a zsiráfok, habár ezen állatok között nincs olyan kapcsolat, amely magyarázattal szolgálna erre a hasonlóságra.
Az emberekhez hasonlóan a macskák 60%-ánál dominálhat a jobb vagy a bal mellső végtag használata, 40%-uk azonban mindkettővel egyformán jól tevékenykedik.
A gepárd kivételével a Felidae család valamennyi tagja behúzható karmokkal rendelkezik, melyek nyugalmi helyzetben a lábujjak közti tokokban helyezkednek el. Ez megóvja a karmokat a kopástól és csendes járást biztosít a zsákmány megközelítése során. Az elülső lábak karmai élesebbek a hátsóknál (ez utóbbiak főleg az állat kapaszkodását, elrugaszkodását segítik). A macska képes külön bármelyik mancsán kiereszteni a karmokat, melyekre általában vadászat, önvédelem, mászás vagy puha anyagok (ágytakaró, vastag szőnyeg) mozgatása esetén van szüksége, de a dorombolás közben megfigyelhető „dagasztás” során is használja őket. A görbe karmok beleakadhatnak a szőnyegbe vagy más vastag szövetbe, amely sérülést okozhat a macskának, ha nem tudja kiszabadítani magát.
A legtöbb macskának öt hegyes karma van a mellső és négy vagy öt a hátsó lábán. Léteznek azonban mutáns egyedek is, melyeknek 6 vagy 7 ujjuk van (a Guinness Rekordok Könyvében szerepel egy Jake nevű 28 ujjú példány.) A mellső láb hüvelykujjánál levő ötödik karom magasabban van a többinél. A mellső lábak csuklórészének belső oldalán a nagymacskákra és a kutyákra is jellemző csuklóujj található, mely gátolja az állat ugrásnál történő megcsúszását.

## Érzékszervek
Az állati érzékszervek vizsgálata többnyire bonyolult, mivel rendszerint nincs mód az alannyal történő kommunikációra.
Habár a macskák szaglása nem annyira érzékeny, mint például az egereké, számos érzékszervük felülmúlja az emberét. Rendkívül fejlett hallásuk, látásuk, ízlelésük és tapintásuk kiválónak számít az emlősök között.

### Látás

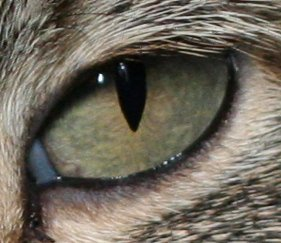
A macska szeme

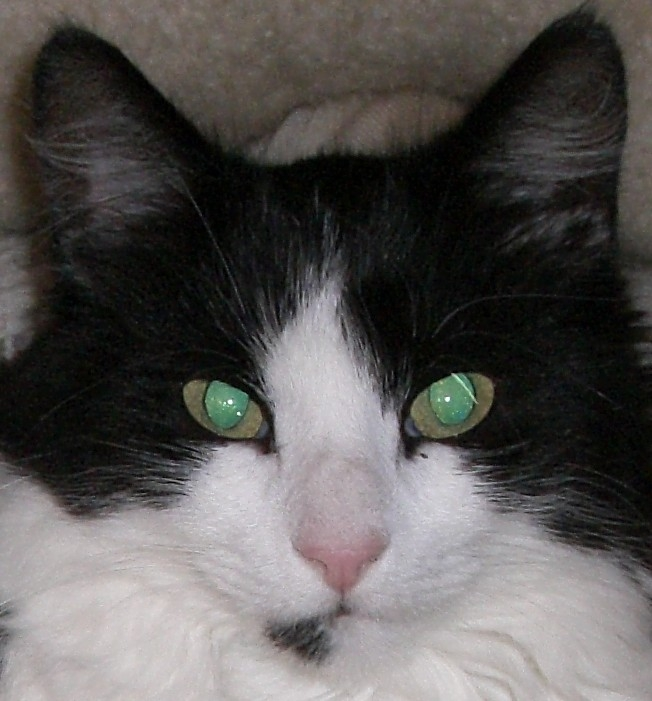
A macska pupilláinál levő tapetum lucidum visszaveri a fényt

A tesztek azt mutatják, hogy a macska látása a sötétben felülmúlja az emberét, világosban azonban elmarad attól. A macskák szeme, sok más állatéhoz, például a kutyákéhoz hasonlóan egy tapetum lucidum nevű réteget tartalmaz, amely több fényt ver vissza a retinára. Ez előnyös abban az esetben, ha a szemet kevés fény éri, erős fény esetén azonban hátránnyal jár. Nagyon erős fényben az írisz résnyire szűkül, hogy csökkentse az érzékeny retinára jutó fény mennyiségét és javítsa a mélységélességet. A tapetum és más mechanizmusok révén a macska fényérzékelési küszöbe csupán a hetede az emberének. A vakuval készült fényképeken a macska szemében látható színes fényvisszaverődést a villanófény és a tapetum kölcsönhatása eredményezi. Egy átlagos macska látómezeje körülbelül 200°, míg egy egészséges emberé 180°, a binokuláris látómezeje azonban szűkebb. A legtöbb ragadozóhoz hasonlóan a szemei előre néznek, lehetővé téve a mélység érzékelését. A látótér mérete nagyban függ a szemek elhelyezkedésétől, de a szem felépítése is befolyásolhatja. Az emberi szem éles központi látást biztosító foveája helyett a macskák szemében egy központi sáv, az úgynevezett vizuális sáv található. A macskák képesek megkülönböztetni a színeket, különösen kis távolságból, de ez a képességük nem igazán kifinomult.

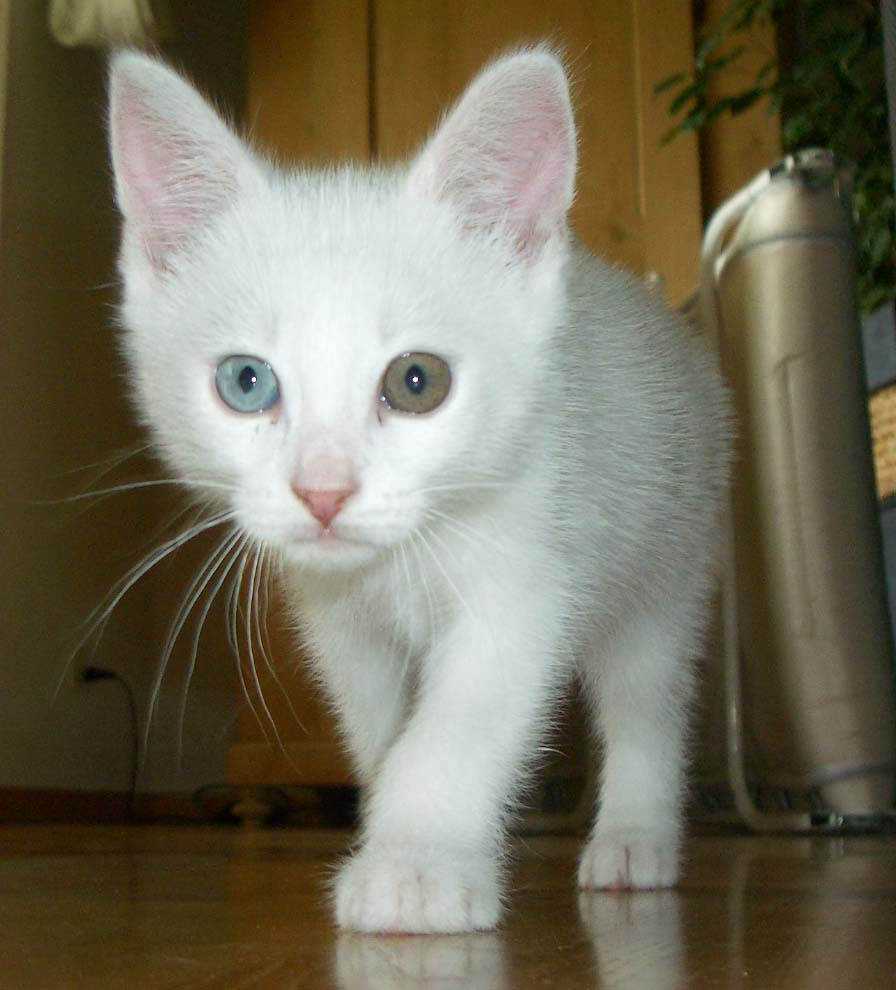
Fehér bundájú macska különböző színű szemekkel

A macskáknak van egy vékony harmadik szemhéjuk, a pislogóhártya, amely oldalról záródik, és akkor látható, amikor a szemhéjak szétnyílnak. Ha a hártya félig zárva van, akkor az állat feltehetően beteg; azonban a jóllakott, álmos példányok pislogóhártyája is gyakran látható. Amennyiben a harmadik szemhártya tartósan látható marad, az állatot meg kell vizsgáltatni az állatorvossal.
A macskák szemszíne sokféle, leggyakrabban aranyszínű, zöld vagy narancssárga. A sziámi macska szeme rendszerint kék, de a kék szem a fehér bundájú példányoknál is előfordul. Azok a fehér szőrű macskák, melyek szemei kék színűek, egy genetikai hiba folytán gyakran süketek, míg a narancssárga szeműek füle rendszerint jól működik. Előfordulnak felemás szemű fehér példányok is, melyek általában csak a narancssárga szemük melletti fülükkel hallanak, a kék szemük mellett levővel nem. Az újszülött macskák szeme gyakran kék, azonban a szemük színe felnőtt korukra megváltozhat.

### Hallás
A hallásuk frekvenciatartománya körülbelül 50 Hz-től nagyjából 60-85 kHz-ig terjed, és érzékenysége, különösen a magasabb frekvenciákon, jóval nagyobb az emberi hallásénál. Az emberek és a macskák hallása hasonlóan működik az alacsony frekvenciatartományban, a macskák azonban lényegesen magasabb, akár 64 kilohertzes hangokat is képesek meghallani, amely 1,6 oktávval van feljebb az ember hallásánál és 1 oktávval a kutyáénál. A macska körülbelül egy méteres távolságról 7,5 cm pontossággal tudja bemérni a hang forrását, amely elegendő a zsákmány helyének meghatározásához.

### Szaglás

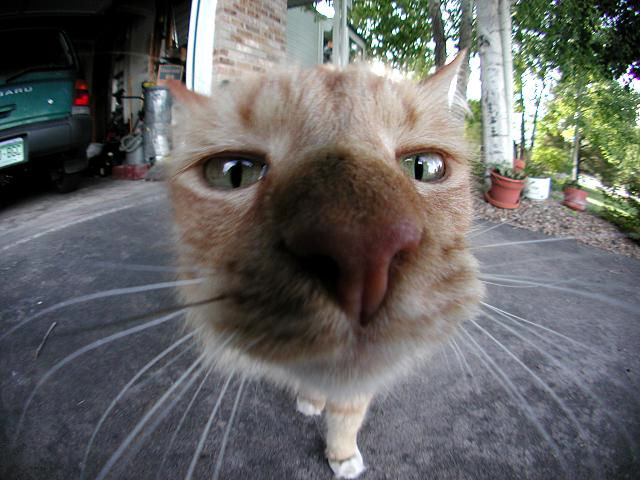
A macska kifinomult érzékszervei segítségével deríti fel a környezetét

A házi macska szaglása tizennégyszer jobb az emberénél. Orrukban kétszer annyi szagérzékelő sejt található, mint az emberében. E sejtekkel olyan szagokat is képesek érzékelni, melyeket az emberi orr nem észlel. Emellett a macskák szájpadlásán található egy vomeronazális szerv (avagy Jacobson-féle szerv). Mikor az állat ráncolni kezdi a pofáját, az állát kissé leereszti, a nyelvét pedig kilógatja, akkor beereszti a levegőt a vomeronazális szervébe. Ez az állapot, melyet „tátogásnak” vagy „vigyorgásnak” is neveznek, megegyezik a más állatoknál, például a kutyáknál, lovaknál vagy nagymacskáknál megfigyelhető Flehmen-reakcióval.
A macskák orrpárnájának mintázata egyedi, akárcsak az ember ujjlenyomata.

### Tapintás

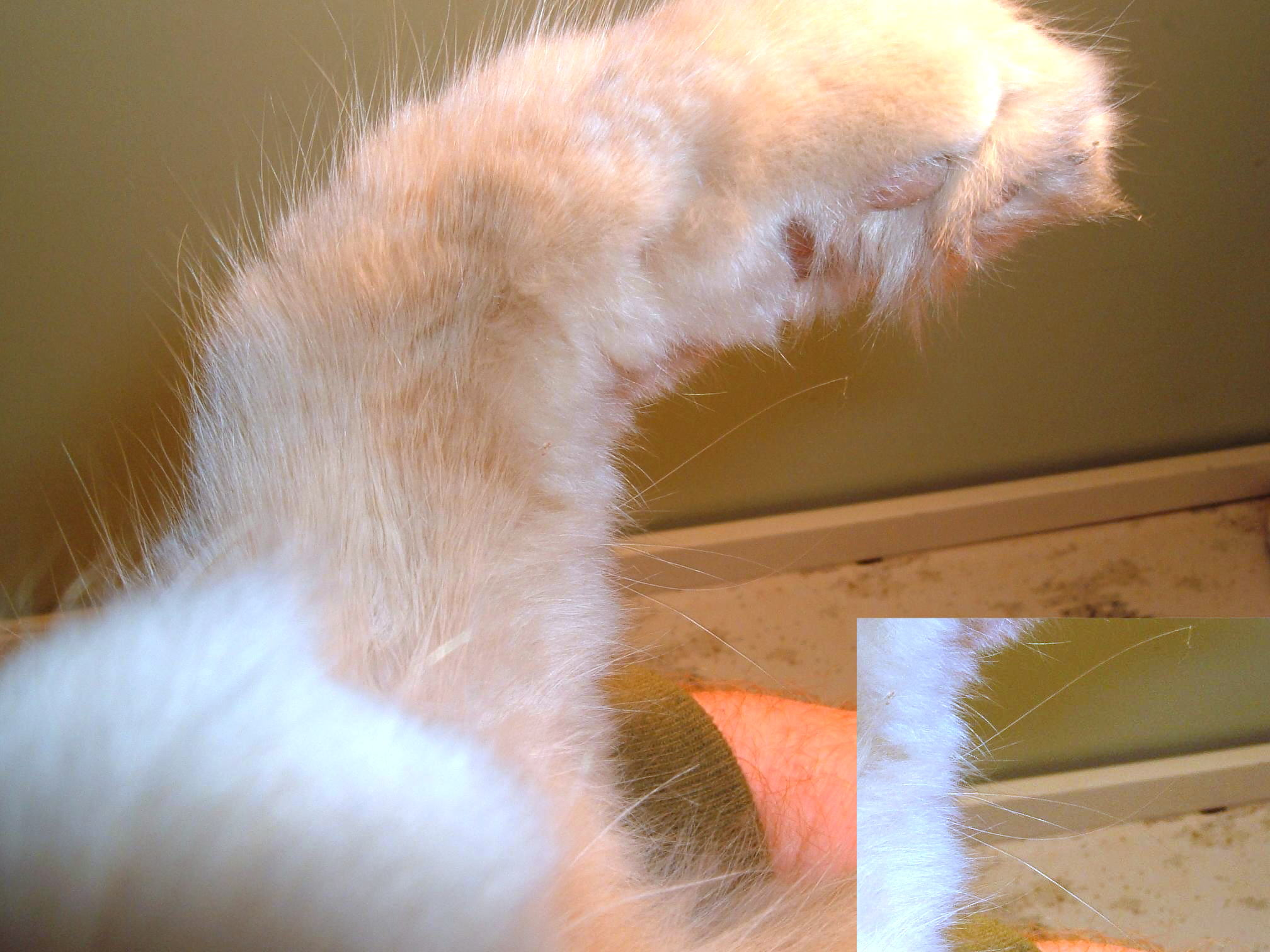
A csuklónál levő tapintószőrök még a hosszú szőrű macskáknál is láthatók

A macskának kétoldalt az orra mellett mintegy huszonnégy mozgatható „tapintószőre” (vibrissae) van, melyek négy vagy több sorban helyezkednek el, ezen kívül a szemük felett is található egy-egy bojt, állukon és csuklójuk belső felén pedig szintén találhatók hosszabb, tapintásra szolgáló szőrszálak. A majdnem teljesen szőrtelen szfinx macska egyes példányainak lehetnek hosszabb vagy rövidebb tapintószőrei, de a szőrzet ezen része teljesen hiányozhat is.
A tapintószőr segítséget nyújt az érzékelésnél és a tájékozódásnál. A bajusz két felső sora az alsó két sortól függetlenül mozgatható, így alaposabb vizsgálódást tesz lehetővé. A tapintószőrök a normál szőrszálaknál kétszer vastagabbak, gyökerük pedig háromszor mélyebben ágyazódik a bőrbe. Mivel alsó végüknél számos idegvégződés található, a macska rendkívül kifinomultan képes velük érzékelni a légmozgásokat, a légnyomást és az érintést. A bajusz segítségével a tárgyak körüli légörvények és egyéb apró légáramlatok is érzékelhetők, így a macska észlelheti velük a közeli tárgyakat; elhelyezkedésük, méretük és formájuk anélkül is a tudomására jut, hogy látná vagy megérintené őket.
Emellett a bajusz a vadászat során is hasznos. A feltételezés, miszerint a tapintószőrökkel való érzékelés a látáshoz hasonlóan működik, azon a tényen alapul, hogy a tapintószőrök által nyújtott információt olyan agyi terület dolgozza fel, melynek szerkezete a látókéregéhez hasonlít. Gyorsfényképezés útján sikerült kideríteni, hogy amikor a zsákmány már annyira közel került a szájhoz, hogy szemmel nem észlelhető, a macska a kosárszerűen előre fordított tapintószőrei segítségével követi a mozgását. Azok a példányok, melyeknek sérült, illetve hiányos a bajusza, nem mindig képesek megfelelően megragadni az egeret, ugyanis ezek az érzékeny szerkezetek a zsákmány alakjáról és mozgásáról létfontosságú információkat szolgáltatnak – amellett, hogy a szaglást is segítik. A bajusz hossza a 17,4 centimétert is elérheti.
A macska akkor is a tapintószőreire hagyatkozik, amikor szeme a gyenge fény hatására teljesen kitágult pupilla miatt már nem képes megfelelően fókuszálni a közeli tárgyakra. Másfelől, mivel a tapintószőrök nagyjából a macska fejének széléig érnek, segíthetnek annak megítélésében, hogy az állat átfér-e egy előtte levő nyíláson.
A tapintószőrök az állat hangulatát is kifejezhetik. Ha a szőrszálak előrefelé mutatnak az kíváncsiságról és barátságos viselkedésről árulkodik, ezzel szemben mikor az arcra simulnak, az védekező magatartást vagy agresszivitást jelez.
A tapintószőrök zavarhatják is az állatot, különösen akkor, amikor a macska mély tányérból vagy szűk, magas falú edényből próbál enni. A tányér falát érintő szőrszálak ugyanis folyamatosan jeleket küldenek az agyba, ami megnehezíti az evésre való koncentrálást. Ezt az állat többnyire úgy próbálja elkerülni, hogy kiveszi az ételt az edényből.
Előfordul, hogy az anyaállat mosdatás közben kihúz néhányat kölyke tapintószőrei közül, ez azonban nem okoz komoly károsodást, mivel a tapintószőr (a szőrzet többi részéhez hasonlóan) időnként cserélődik, így a hiányzó szálak visszanőnek.

### Ízlelés
Egy 2005-ben elvégzett vizsgálat kimutatta, hogy a macskák családja nem rendelkezik a T1R2 nevű proteinnel (az egyikkel azok közül, amelyek az édesség ízleléséhez szükségesek); a kapcsolódó (Tas1r2) gén törlődése folytán a leolvasási keret eltolódik, ami transzkripciót eredményez, leállítva az mRNA illetve a protein termelődését. A T1R3 nevű protein (melynek szintén az édesség ízlelésénél van szerepe) ezeknél az állatoknál is megtalálható, és a kapcsolódó ízlelőbimbó is létezik, de inaktív. Mivel ez az egyedi genetikai marker az egész családban megtalálható, feltehetően egy korai ősnél fellépett deléciós mutáció okozza és nem visszafordítható, így nyilván az egész evolúciós fa érintett. A legtöbb tudós úgy véli, ebből eredeztethető, hogy a macskák családja egy olyan evolúciós ökológiai fülkévé vált, amely rendkívüli módon specializálódott a vadászatra és a húsevésre. Módosult ízlelésük kizárja a növényekben fellelhető cukortartalom érzékelését, megmaradt ízlelő receptoraikat csupán a proteinben gazdag húsevő étrend stimulálja. Ízlelésük ennek ellenére kifinomultabb a kutyákénál.

## Belső szervek

### Légzőrendszer
A macska légzőszervei a légcsere elvégzése mellett hőszabályozó szervként is működnek. A véredényekben folyó véráram lehűti a belélegzett levegőt. A macska percenkénti légzésfrekvenciája általában 30 és 50 között változik, fáradtság vagy betegség hatására ez az érték megemelkedhet.

### Keringési rendszer
A macska négyüregű szívvel rendelkezik. Percenkénti pulzusszáma 100 és 140 között változik. Vére az emberénél több vörös- és fehérvérsejtet tartalmaz, így több oxigént képes szállítani és gyorsabban alvad meg. Az oxigénben gazdag vért a verőerek szállítják a test különböző részeibe, az oxigénszegény vért pedig a gyűjtőerek vezetik vissza a szívbe. A testbe kerülő oxigén 15-20%-át az agy hasznosítja. Egy vészhelyzetből való menekülés során előfordulhat, hogy az izomzat használja fel a belélegzett oxigén 90%-át, így az agyhoz és a belső szervekhez átmenetileg kevesebb jut. A macskáknál is léteznek A, AB és B vércsoportok, melyek figyelembevételével szükség esetén vérátömlesztést lehet végezni.

### Emésztőrendszer
Az emésztőrendszer kezdete a száj, amely a fogakat és az izmos nyelvet tartalmazza. A nyelven tüskés ízlelő szemölcsök (papillák) találhatók, melyek hátrafelé mutató kampós végződései a hús megragadását és a tetemről való letépését segítik. A nyelv emellett tisztálkodási célra is szolgál, durva felülete keféhez hasonlóan segíti a szőrzet ápolását. A macska emésztőrendszere a húsevéshez alkalmazkodott, ezért bélrendszere aránylag rövid. Gyomra U alakú és nagyjából emberi szív méretű, a benne termelődő sav azonnal megalvasztja a tejet. A nehezen emészthető ételek könnyebb feldolgozását víz fogyasztása segítheti. A megemésztett étel a körülbelül 1-1,5 méter hosszúságú vékonybélben szívódik fel. A táplálék maradványai a vastagbélen keresztülhaladva dehidratálódnak, és naponta egy-két alkalommal távoznak a szervezetből.

### Kiválasztó szervrendszer
A kiválasztó szervrendszer a két veséből, a húgyvezetékből, a húgyhólyagból és a húgycsőből áll, melyek kiszűrik az anyagcsere révén a szervezetbe bekerült szennyeződéseket. Az egészséges macska szervezetéből naponta 2-3 alkalommal, általában 200-300 milliliter mennyiségű vizelet távozik. A hímek húgycsöve hosszabb és vékonyabb, amely vizelési problémákat okozhat.

### Szaporító szervrendszer
A szaporító szervrendszerhez a hímeknél a pénisz és a herezacskóban található herék tartoznak. A herék fejlődése során kialakulhat az úgynevezett rejtett heréjűség, azaz felléphet olyan egészségügyi probléma, például fizikai sérülés, amely miatt a herék az altesti üregben maradnak. A betegség nem vezet meddőséghez, de mivel örökölhető, az érintett példányokat célszerű kizárni a tenyésztésből. A nőstények petefészke az altesti üregükben található, méhük Y alakú. A magzat méhben történő fejlődése aránylag hosszú ideig tart.

### Belső elválasztású mirigyek
A macska anyagcseréjét, szaporodását és egyéb testi funkcióinak működését mirigyek szabályozzák, melyek váladékát a vér szállítja a szervezetben. Belső elválasztású mirigyei például az agyalapi mirigy, a pajzsmirigy, a vese mirigyek, a hasnyálmirigy, a petefészek és a herék.

### Agy
Az agy tömege körülbelül 26-32 gramm, amely a test tömegének körülbelül 1%-a. A homloklebeny a mozgásért felelős, a fali és a nyakszirti lebeny pedig az érzékszervek jeleit dolgozza fel. A viselkedés és az emlékezet központja a halántéklebeny. A motorikus funkciókat a kisagy irányítja.